# معسكر البنات (فلم)
معسكر البنات هو فيلم مصري عرض عام 1967، بطولة أحمد مظهر وليلى طاهر، ومن إخراج خليل شوقي.

## قصة الفيلم
في منطقة أبو قير بالإسكندرية، يقام معسكران متجاوران، الأول للطلاب والآخر للطالبات، تحاول المشرفة نادية أن تفصل دومًا بين البنات والبنين، أما المشرف حسن الذي يتولى معسكر الطلاب، فإنه يبدو متفتحًا، ويحاول إتاحة الفرص للشباب للاستمتاع بالإجازة، وشيئًا فشيئًا تتلاقى وجهات النظر.

## طاقم التمثيل
- أحمد مظهر: (حسن)
- ليلى طاهر: (نادية)
- جلال عيسى: (طارق)
- عزت العلايلي: (حميدو)
- نوال أبو الفتوح: (بدور)
- مديحة حمدي: (عفاف)
- جورج سيدهم: (لطيف)
- سمير صبري: (منصور)
- عبد السلام محمد: (منعم)
- فاتن أنور
- سامي سرحان: (سمير)
- وجيه عزت: (عيسوى)
- عصام عبده: (دودو)
- رجاء الجداوي: (إنصاف)
- ماجدة الخطيب: (زكية)
- زوزو ماضي: (والدة عفاف)
- كوثر شفيق: (جناح)

## فريق العمل
- إخراج: خليل شوقي
- قصة: إبراهيم الورداني
- سيناريو وحوار: إبراهيم الورداني، محمد عثمان، فاروق سعيد
- مدير التصوير: ضياء الدين المهدي
- مونتاج: رشيدة عبد السلام
- موسيقى تصويرية: علي إسماعيل
- إنتاج: شركة القاهرة للإنتاج السينمائي
- توزيع: شركة القاهرة للتوزيع السينمائي

## روابط خارجية
- معسكر البنات على موقع قاعدة بيانات الأفلام العربية